# Nonesuchfloden
Nonesuchfloden (engelska: Nonesuch River) är en cirka 40 km lång flod i södra Maine i USA. Den har sitt ursprung i Saco och rinner nordost, sedan österut för att sedan rinna  sydväst genom orten Scarborough. Den blir därefter den huvudsakliga källan till färskvatten för Scarborough Marsh och Scarboroughfloden. Den har ett antal bäckar som biflöden.